# Mortem
Mortem est un groupe de death metal péruvien, originaire de Lima. Formé en 1986, Mortem est le premier groupe de metal péruvien à avoir effectué une tournée en Europe et aux États-Unis. Le groupe est également considéré comme l'un des pionniers du metal extrême.

## Biographie
Mortem est formé en 1986, à Lima, aux alentours des mois de juillet et d'août par Fernán Nebiro et Alvaro Amduscias. Le groupe connait plusieurs changements dans les membres de sa formation. Leur première démo, Evil Dead, est publiée en 1989. Elle est suivie de la démo Superstition en 1989, et de Vomit of the Earth en 1992. Le guitariste Janio Cuadrosfait face à une instabilité dans la formation qui comprendra finalement en 1992 Amduscias, le guitariste Wilber Rosan et le bassiste Carlos Verastegiu. Ensemble, ils enregistrent une démo intitulée Unearth The Buried Evil en 1993. Leur premier album est sorti en 1995 avec le titre Demon Tales produit sous l'étiquette péruvienne Huasipungo Records. Cet album constitue le deuxième album de metal de l'histoire du Pérou après l'album Aquelarre du groupe Hadez, sorti en 1993. Peu après la sortie de Demon Tales, Mortem signe avec l'étiquette allemande Merciless Records. Ce faisant, Mortem devient le premier groupe de metal péruvien à signer avec une étiquette européenne.
En 2003 et 2004, Mortem devient le premier groupe de metal péruvien à effectuer une tournée en Europe et aux États-Unis. En 2005, le groupe publie son quatrième album studio intitulé De Natura Daemonum au label Iron Pegasus Records. En 2007, avec quatre albums studio et un album live, Mortem acquiert une certaine notoriété dans la musique underground et un certain support sur tous les continents. La même année, le groupe est confirmé au festival Gathering of the Bestial Legion III. Mortem effectue, à cette période, des concerts avec des groupes tels que Sarcofago, Immolation, Sadistic Intent et Possessed. 
En 2012, le groupe annonce une tournée américaine avec le groupe Perversion. En 2014, Mortem annonce une tournée péruvienne.

## Membres

### Membres actuels
- José « Chino Morza » Okamura - basse
- Alvaro Amduscias - batterie, chant (depuis 1986)
- Fernan Nebiros - guitare, chant (depuis 1999)
- Juan C. Muro - basse (depuis 1999)

### Anciens membres
- Pablo Rey - basse (1988-1992)
- José « Mortuorio » Sagar (R.I.P.) - batterie (1988)
- Hugo « Satanarchust » Calle - batterie (1988)
- Héctor Panty - guitare (1988)
- Janio Cuadros - guitare (1989-1993)
- Javier « Chato Mantas » Gamarra - basse (1990)
- Carlos Verástegui - basse (1992-1995)
- Wilber Rosan - guitare (1992-?)
- Juan C. Muro - basse (1998-?)
- Jaime Garcia - batterie (1998-?)
- Sandro Garcia - guitare (1998-?)

## Discographie

### Albums studio
- 1995 : Demon Tales
- 1998 : The Devil Speaks in Tongues
- 2000 : Decomposed by Possession
- 2005 : De Natura Daemonum

### Album live
- 2007 : Demonios atacan Los Angeles

### Démos et EP
- 1989 : Evil Dead
- 1991 : Superstition
- 1992 : Vomit of the Earth
- 1993 : Unearth the Buried Evil
- 2006 : Devoted to Evil